# オーディオグラフィック
『オーディオグラフィック』は、NHK・BS1、BS2、BShiで放送されていた音楽番組およびフィラー番組である。

## 概要
NHKのBSアナログ放送の試験放送時代から制作され、1990年代後半までにいくつかの派生番組も制作された。地上波で放送されている「MUSIC BOX」などのベースになった番組。
BS1での第1回放送は、1986年12月25日。内外の美しい自然、風景、人形、花などの美術映像をバックに、クラシック、ポップスを各1時間Bモードステレオ方式で伝えるというものだった。
基本的にはNHKが過去に撮影した映像ソースを再編集したものにBGMと曲名テロップを付けただけであるが、「錦の京」（1995年制作）など一部では「オーディオグラフィック」用に撮影した映像を使ったものも存在している。
初期に制作されたものにはテロップで「Bモードステレオ放送」と表示され、Bモード放送のテスト的な意味合いも強かった。
また、映像ソースがSDであるためにBS1とBS2でしか放送できなかった「オーディオグラフィック」を当時のアナログハイビジョン用に制作された ハイビジョン・オーディオグラフィック も存在した。
世界中の美しい映像ソースとマッチする選曲、高音質PCM48KhzBモード放送の抜群の音質などで一部で熱い支持を得ていたが、基本的に再放送ばかりだったため飽きられた面もある。
放送が終了した背景には、権利上の問題や一連のNHKの不祥事によるコスト削減のための番組改編の影響によるものと思われる。しかし、放送終了した現在において一部で復活を願う声があることも事実だ。

## 内容
オーディオグラフィック
クラシックが中心の番組（1時間）。
Audio Graphic
洋楽や邦楽などで構成された番組（1時間）。
AUDIO GRAPHIC POPS
世界の自然風景や街並みを地域別に分けた映像に1980年代の洋楽を組み合わせた番組（1時間）。
ハイビジョン・オーディオグラフィック
HD撮影（一部フィルムからテレシネ）された日本や世界の自然風景や街並みをテーマ別に編集して、洋楽、邦楽、クラシックなどのBGMを組み合わせた番組（30分）。
以下、初回放送順。
- 世界の都市 フランス・スペイン編
- 北海道の四季
- 世界の自然 北欧編
- 世界の都市 アメリカ編
- 世界生きもの紀行 海洋編
- 日本の文化遺産・自然編
- 世界歴史紀行 アジア編 1
- アウトドア・スポーツ編
- 世界歴史紀行 中国編
- 富士山の四季
- 世界生きもの紀行 鳥編
- 日本アルプスの四季
- 世界の自然 カナダ編
- 日本空から・北海道〜関東
- 世界の自然 アフリカ編
- 世界生きもの紀行 草花編
- 日本の文化遺産・建物編 1
- 世界の都市 中南米編
- 日本の叙情歌
- 世界の自然 アメリカ編
- 世界生きもの紀行 陸上編
- 日本空から・中部〜九州
- 日本の夏
- 世界生きもの紀行 オーストラリア編
- 世界歴史紀行 フランス・ドイツ編
- 世界生きもの紀行 陸上編 3
- 日本の山
- 世界の都市 オーストリア・イギリス編
- 日本の川
- 世界の都市 トルコ・イタリア編
- 世界歴史紀行 アジア編 3
- 日本の文化遺産・建物編 2
- 日本の自然 動物編
- 日本の都市 東京・神奈川編
- 関東・甲信越の自然
- 日本の自然・風景編
- 世界生きもの紀行 陸上編 2
- 世界の自然 モンゴル・チベット編
- 世界生きもの紀行 海洋編 2
- 世界歴史紀行 アジア編 2

## 放送時間
- BS1
- BS2
毎日 深夜3時 - 4時（前番組の時間関係で休止の場合有り）
- BShi
初回放送（1997年10月 - ）：午前10時 - 11時